# SS Gairsoppa
SS Gairsoppa — британское торговое судно, спущенное на воду 12 августа 1919 года в Ньюкасле и принадлежавшее компании British India Steam Navigation Company.

## Характеристики
Длина судна составляла 125 м, ширина — 16 м. Судно могло передвигаться со скоростью 10,5 узлов (19,4 км/ч).

## История
Судно первоначально носило название SS War Roebuck, но в октябре было переименовано в Gairsoppa в честь одноименного водопада на юго‑западе Индии.
Судно предназначалось для совершения коммерческих торговых рейсов на Дальний Восток, в Австралию, Африку и Индию.
Во время Второй мировой войны в 1940 году судно было мобилизовано военно‑транспортным министерством Англии для перевозки военных грузов.
В свой последний рейс судно вышло в декабре 1940 года из индийского порта Калькутты. На его борту находилось около семи тысяч тонн грузов, в том числе чугун, чай и серебро. 31 января 1941 года в африканском порту Фритаун (Сьерра-Леоне) судно присоединилось к конвою судов SL 64, направлявшемуся в английский Ливерпуль. Конвой не сопровождался боевыми кораблями, а многие из торговых судов в конвое из-за плохого состояния не могли развить скорость выше восьми узлов. Планировалось, что конвой SL 64 позднее присоединится к конвою HG 63, который уже шёл под охраной двух боевых кораблей. Однако в результате атаки немецкой подводной лодки U-37 конвой был рассеян, а семь судов было потоплено.
Оставшиеся в конвое суда достигли северных широт, где из‑за сильного ветра Gairsoppa было вынуждено снизить свою скорость, и 14 февраля 1941 года из‑за недостатка топлива оно отстало от конвоя и пошло в одиночку в порт Голуэй в западной Ирландии.
16 февраля 1941 года, в 8 часов утра, судно было замечено с воздуха самолетом германских военно‑воздушных сил Focke-Wulf Fw 200 Condor. В половине одиннадцатого вечера на его перехват вышла немецкая субмарина U-101, командование которой осуществлял капитан Эрнст Менгерзен. Атака подводной лодкой была совершена 17 февраля в 00:08. Судно было потоплено, из 85 членов экипажа выжить удалось только второму помощнику капитана Ричарду Айресу, который через две недели после крушения достиг побережья графства Корнуолл. Позднее Ричард Айрес был награждён орденом Британской империи за храбрость и попытку спасти своих товарищей.

## Поиск затонувших сокровищ
В 2010 году по заказу министерства транспорта Великобритании американская фирма Odyssey Marine Exploration, специализирующаяся на поиске морских сокровищ, приступила к поиску затонувшего корабля и находившихся на его борту сокровищ. Останки судна были обнаружены в сентябре 2011 года. В результате проведённой операции со дна океана было поднято 48 тонн серебра в 1203 слитках, однако это только около 20 % всего серебра, находившегося на борту Gairsoppa.
В 2014 году Королевский монетный двор выпустил из серебра, поднятого с затонувшего судна, монету достоинством 50 пенсов весом в 1/4 унции и тиражом 20 000 штук.